# Petar Gvozdanović
Petar Gvozdanović, avstrijski general, * 12. junij 1738, † 13. avgust 1802.